# Kroonkafje

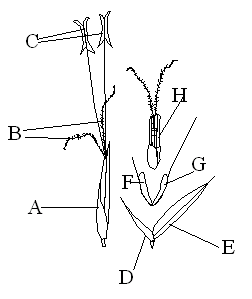
A = volledig grasaartje met een bloeiende bloem
B = stamper, C = helmhokjes, D= onderste kelkkafje
E = bovenste kelkkafje,
F = bovenste kroonkafje (palea) al dan niet met korte naald,
G = onderste kroonkafje (lemma) met grotere naald,
H = stamper en overige bloemdelen in niet-uiteengevouwen staat

Een aartje heeft een onderste en een bovenste kroonkafje. Het onderste kroonkafje wordt lemma genoemd en het bovenste palea. Het onderste kroonkafje bezit enige stevigheid, hoewel het heel dun is. Het bovenste kroonkafje is vaak vliezig en slap. Aan het onderste kroonkafje zit meestal een kafnaald. Aan het bovenste kroonkafje zit geen of slechts een korte kafnaald.
Het onderste kroonkafje wordt beschouwd als het schutblaadje van het zijasje van het aartje, maar het zou ook een overblijfsel van een kroonblad kunnen zijn, waarbij het bovenste kroonkafje dan zou bestaan uit de vergroeiing van twee kroonblaadjes.
Bij onder andere gerst, spelt, rijst en timoteegras is de vrucht vergroeid met de omhullende kelk- en kroonkafjes.
De kafjes zijn belangrijk bij de determinatie, waarbij gelet wordt op de vorm, genaaldheid, beharing en aantal nerven.
Er zijn zogenaamde cleistogame soorten waarbij de kroonkafjes zich tijdens de bloei niet openen, zoals bij glad vingergras. Er vindt dan zelfbevruchting plaats.

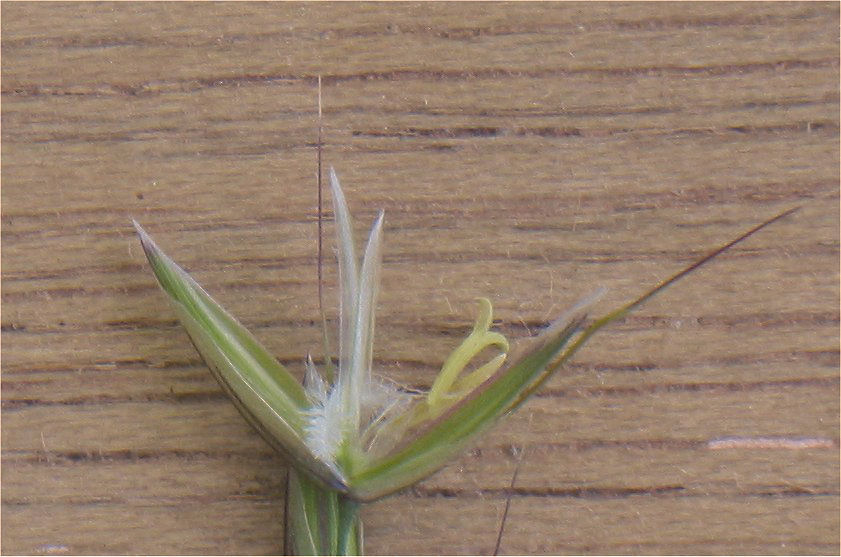
Aartje van Glanshaver met in het midden de vliezige kroonkafjes